# Edward Planckaert
Edward Planckaert (Courtrai, 1º febbraio 1995) è un ciclista su strada belga che corre per il team Alpecin-Deceuninck; è professionista dal 2017.
È il fratello di Baptiste ed Emiel Planckaert, a loro volta ciclisti.

## Palmarès

### Strada
- 2012 (Juniores)

GP Ernest Beco
- 2015 (BCV Works-Soenens)

Ardooie
Langemark
- 2016 (Lotto - Soudal U23)

Gent-Staden
Clubkampioenschap
- 2021 (Alpecin-Fenix, una vittoria)

1ª tappa Vuelta a Burgos (Burgos > Burgos)

#### Altri successi
- 2016 (Lotto U23)

Classifica giovani Tour du Loir-et-Cher
- 2018 (Sport Vlaanderen-Baloise)

Classifica sprint Tour de Wallonie
- 2019 (Sport Vlaanderen-Baloise)

Classifica scalatori Étoile de Bessèges
- 2023 (Alpecin-Deceuninck)

Classifica sprint UAE Tour

## Piazzamenti

### Grandi Giri
- Giro d'Italia

2024: 95º
2025: 102º
- Tour de France

2022: 109º
- Vuelta a España

2021: 121º
2023: 136º
2024: 116º

### Classiche monumento
- Giro delle Fiandre

2017: ritirato
2018: ritirato
2019: 118º
2025: ritirato
- Parigi-Roubaix

2017: 79º
2024: 45º
2025: 34º

### Competizioni europee
- Campionati europei

Goes 2012 - In linea Junior: 44º